# Dulcitol
El dulcitol ( galactitol ) és un alcohol de sucre, el producte reductor de la galactosa. Té un gust lleugerament dolç. En persones amb deficiència de galactocinasa, una forma de galactosèmia, es forma un excés de dulcitol al cristal·lí de l'ull que condueix a cataractes.
L'altre defecte comú del metabolisme de la galactosa és un defecte en la galactosa-1-fosfat uridiltransferasa, un trastorn autosòmic recessiu, que també provoca una acumulació de galactitol com a resultat de l'augment de les concentracions de galactosa-1-fosfat i galactosa. Aquest trastorn condueix a cataractes causades per l'acumulació de galactitol.

## Síntesi
El galactitol es produeix des de la galactosa en una reacció catalitzada per l'aldosa reductasa. La galactosa per si mateixa prové del metabolisme dels disacàrids com la lactosa (present a la llet) en glucosa i galactosa. El dulcitol s'elabora de vegades procedent de la planta Madagascar manna (Melampyrum nemorosum) on ocorre de forma natural. S'han desenvolupat igualment patents per poder elaborar-ho a partir de la fermentació de la llet.

## Usos
Principalment s'empra en la indústria alimentària com a edulcorant artificial.